# حیدر رحیم‌پور ازغدی

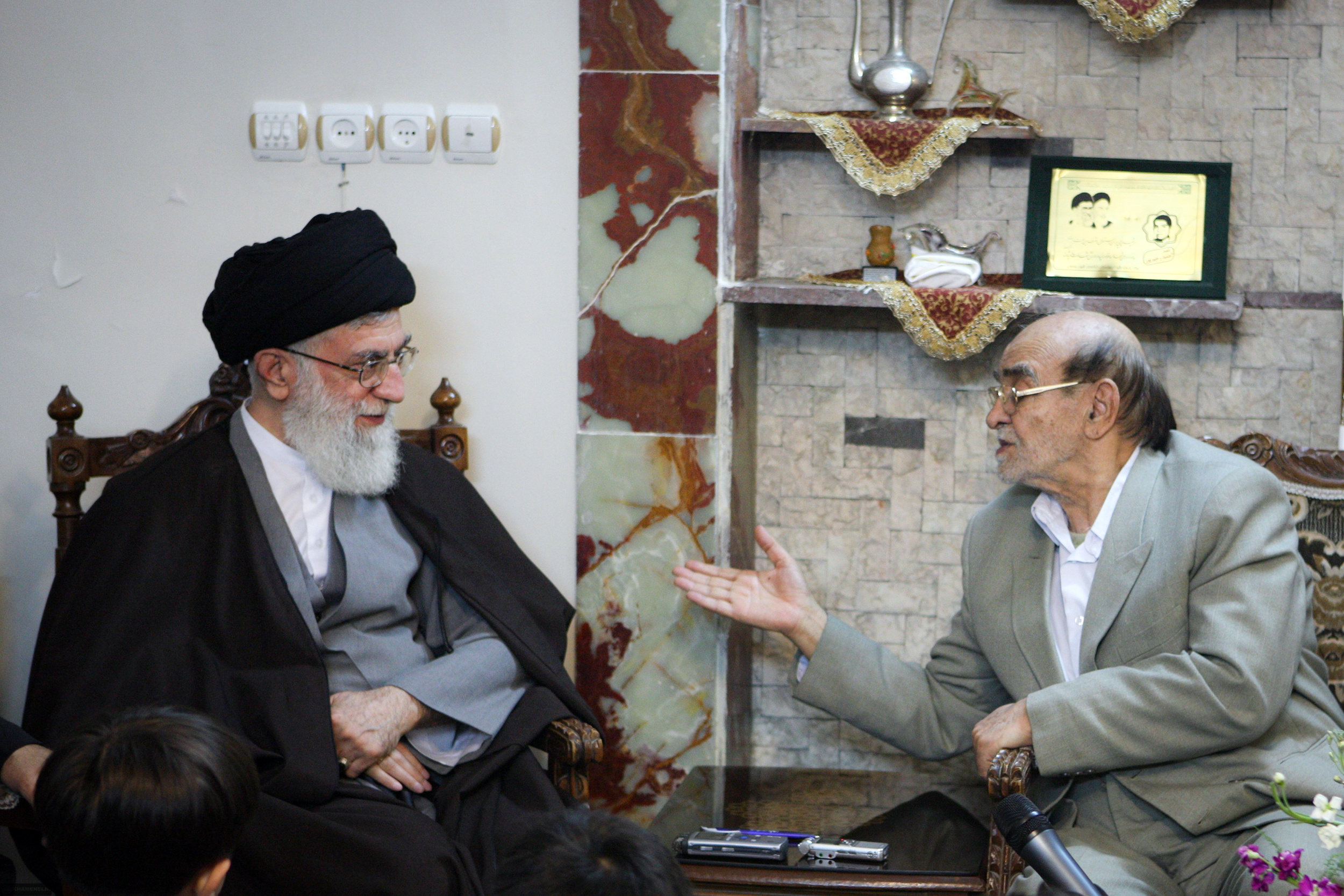
حضور سید علی خامنه ای در منزل حیدر رحیم پور ازغدی، سال ۱۳۸۹

حیدر رحیم‌پور ازغدی (۱۳۱۱–۱۹ شهریور ۱۴۰۰) فعال سیاسی ایرانی و از مبارزان سیاسی در جریان نهضت ملی شدن صنعت نفت، قیام روح‌الله خمینی در سال ۱۳۴۲ و انقلاب ۱۳۵۷ تا پیروزی آن بوده‌است.
او در سال‌های اخیر در فعالیت‌های سیاسی به همراه تشکل‌های دانشجویی و طلاب مشهد حضور داشته‌است. وی پدر حسن، حسین، وحید، حامد، نفیسه، حبیب و حمید رحیم پور ازغدی می‌باشد. ازغدی پیش از انقلاب به همراه محمد تقی شریعتی و طاهر احمدزاده سه رکن مبارزات نهضت ملی در خراسان محسوب می‌شدند.
ازغدی رابطه نزدیکی هم با علی شریعتی داشت. بعد از فوتش مهدی نصیری خاطره ای از گفتگوی ازغدی با شریعتی دربارهٔ مسئله تقیه امامان شیعه در برابر طواغیت مطرح کرد.
وی از اعضای نهضت آزادی ایران در سال‌های قبل و آغاز انقلاب در منطقه خراسان بود که با پیروزی انقلاب و اختلاف نهضت آزادی با خمینی به نفع او از نهضت جدا شد. در سال‌های دهه هفتاد وی مقالاتی در نشریات مختلف از جمله هفته‌نامه صبح می‌نگاشت. یکی از آثار وی کتاب «از انجمن پیروان قرآن تا انجمن حجتیه» سیر تحول انجمن‌های دینی از شهریور ۱۳۲۰ تاکنون می‌باشد. ا
وی در سن ۸۹ سالگی بر اثر نارسایی قلبی درگذشت. ازغدی مدتی قبل به علت بیماری عفونت داخلی در بیمارستان بستری شده بود.